# Canimals
Canimals (캐니멀 (Canimals)?) è una serie televisiva animata in computer grafica realizzata da Voozclub con la collaborazione dello studio Aardman Animation LTD per un totale di 52 episodi di cinque minuti (sette minuti se si includono le sigle di testa e coda). Il nome del titolo è derivato dall'unione delle parole inglesi can e animals, ovvero "lattina" e "animali". Canimals ha vinto il primo premio al MIPCOM JR Kid’s Jury nel 2010 ed in seguito i diritti per il mercato internazionale sono stati venduti alla BRB Internacional. In Corea è andata in onda a partire dal 2 marzo 2011 sul canale EBS, mentre in Europa è approdata il 10 ottobre 2011.
In Italia la trasmissione, mai annunciata né pubblicizzata, è incominciata il 6 ottobre 2012 su Italia 1 con cadenza irregolare nel week-end (generalmente come "tappabuchi" della programmazione prima o dopo il telegiornale Studio Aperto). La serie è ufficialmente arrivata sulla piattaforma Premium Play dal 25 ottobre seguente, esordendo con i primi 13 episodi, ed è proseguita fino alla fine, ovvero il 27 dicembre 2012.

## Trama
La serie narra le avventure a sfondo comico di scatolette animate sotto forma di varie specie animali all'interno di un'abitazione comune.

## Personaggi
Principali
- Ato: Beagle.
- Oz: Gatto d'Angora.
- Uly: Carlino.
- Mimi: Barboncino.
- Pow: Gufo.
- Fizzy: Siamese.
- Toki: Coniglio.
- Nia: Turco Van.
- Leon: Camaleonte.

Secondari
- Peng e Gwin: Pinguino.
- Boco e Cocobos: Scoiattolo.
- Dal e Dallies: Dalmata.
- Woong e Ung: Foca.
- Olive: Puzzola.
- Koby: Tartaruga.
- Pip: Gatto.
- Wooang: Bull Terrier.
- Capri: Leone.
- Bobby: Orso.
- Wooga: Gorilla.
- Elly: Elefante.
- Bebe: Pipistrello.
- Sai: Rinoceronte.
- Kiko: Struzzo.
- Zinnia: Zebra.
- Larry: Serpente
- Piggly: Maiale.
- Donald: Anatra.
- Katie e Figli Maschi: Coniglio.
- Russell: Gallo.
- Buttercup: Tricheco.
- Duke: Bradipo.
- Croc: Croccodilo.
- Nestor: Pappagallo.
- Manki: Scimmia.
- Dillo: Armadillo.
- Sheila: Formichiere.
- Kevin: Formichiere.
- Nita: Maiale Volante.
- Gunter: Capra.

## Episodi
La prima trasmissione italiana della serie è del 6 ottobre 2012 su Italia 1, la prima trasmissione in Europa è del 10 ottobre 2011 sulla televisione spagnola.
| Nº | Titolo italiano Titolo originale - Titolo internazionale                                      | In onda        | In onda          |
| Nº | Titolo italiano Titolo originale - Titolo internazionale                                      | Coreano        | Italiano         |
| 1  | Musica notturna 「토키의 새 친...」 - Music of the Night                                      | 2 marzo 2011   | 6 ottobre 2012   |
| 2  | Piscina in cucina 「로켓 캔」 - Pool Cans                                                     | -              | 21 ottobre 2012  |
| 3  | Scatoletta contro conchiglia 「미술시간」 - Can vs Shell                                      | -              | 25 ottobre 2012  |
| 4  | Toki innamorato 「반지 전쟁」 - Toki in Love                                                  | -              | 25 ottobre 2012  |
| 5  | Uly e la mela 「당근과 열쇠」 - Uly and the Apple                                             | -              | 25 ottobre 2012  |
| 6  | Pittura in scatola 「미인대회」 - Paint Cans                                                  | -              | 25 ottobre 2012  |
| 7  | Superscatoletta 「토키는 음악을...」 - Supercan                                               | -              | 25 ottobre 2012  |
| 8  | Trucco e parrucco 「물놀이 소동」 - Kiss and Make Up                                          | -              | 25 ottobre 2012  |
| 9  | Scatoletta imprigionata 「울리와 사과나...」 - Mistake Can ID                                 | -              | 25 ottobre 2012  |
| 10 | Il pesciolino rosso 「자판기」 - School Pet                                                   | -              | 25 ottobre 2012  |
| 11 | Razzo a bollicine 「맛있는 사탕」 - Rocket Cans                                               | -              | 25 ottobre 2012  |
| 12 | Scatolette di neve 「피지는 슈퍼 ...」 - Snow Cans                                            | -              | 25 ottobre 2012  |
| 13 | Io non c'entro! 「반짝이는 것...」 - Can't Blame Me                                           | -              | 25 ottobre 2012  |
| 14 | Scatola mangia scatola 「심술꾸러기 ...」 - Can Eats Can                                      | -              | 15 novembre 2012 |
| 15 | Dadi in scatola 「아기 고양이」 - Canned Nuts                                                 | -              | 15 novembre 2012 |
| 16 | Sequestratore di scatolette 「울리를 구해...」 - Can Napper                                   | -              | 15 novembre 2012 |
| 17 | Scatoletta sonnambula 「울리의 선택」 - Sleeprolling Can                                      | -              | 15 novembre 2012 |
| 18 | La vespa 「요술가방」 - Wasp                                                                  | -              | 15 novembre 2012 |
| 19 | Bambolina 「꿈속의 산책」 - Baby Doll                                                         | -              | 15 novembre 2012 |
| 20 | Grande fame 「교실 탐험」 - Canimalism                                                        | -              | 15 novembre 2012 |
| 21 | Magie e incantesimi 「미미의 생일...」 - Encanted                                             | -              | 15 novembre 2012 |
| 22 | Caccia all'uovo 「새 친구」 - Egg Roll                                                        | -              | 15 novembre 2012 |
| 23 | Giochi e giochini 「크리스마스 ...」 - Shiny Cans                                             | -              | 15 novembre 2012 |
| 24 | La bambola 「유령의 집」 - Dolly Disaster                                                     | -              | 15 novembre 2012 |
| 25 | La scatoletta del castello 「정글의 법칙」 - Can of the Castle                                | -              | 15 novembre 2012 |
| 26 | Scatoletta doppia 「따뜻한 것이 ...」 - Doppel Canner                                         | -              | 15 novembre 2012 |
| 27 | Formiche e scatolette 「울리 구출 대...」 - Ants & Cans                                       | -              | 6 dicembre 2012  |
| 28 | Il vaso 「높이, 더 높이」 - Vase                                                              | -              | 6 dicembre 2012  |
| 29 | Scatolette birichine 「아기를 지켜...」 - Can Oodling                                         | -              | 6 dicembre 2012  |
| 30 | Candid camera 「개미와 캐니...」 - Can Did Camera                                             | -              | 6 dicembre 2012  |
| 31 | Nanetti e dispetti 「배고픈 휴가」 - Leave Me a Gnome                                         | -              | 6 dicembre 2012  |
| 32 | Scatolette mimetiche 「눈사람」 - Can-Ouflage                                                 | -              | 6 dicembre 2012  |
| 33 | Chi la fa l'aspetti! 「뻐꾸기 시계」 - Bully Cans                                             | -              | 6 dicembre 2012  |
| 34 | Scatoletta in trappola 「달걀소동」 - Trapped Can                                             | -              | 6 dicembre 2012  |
| 35 | C'era una volta una scatoletta 「니아의 인형」 - Once Upon a Can                              | -              | 6 dicembre 2012  |
| 36 | Scatoletta in volo 「말벌 대 포우」 - Can Can Fly                                             | -              | 6 dicembre 2012  |
| 37 | Pattinaggio, che passione! 「나 좀 꺼내줘」 - Skater Can                                      | -              | 6 dicembre 2012  |
| 38 | Scatoletta in gelatina 「모래성을 지..」 - Heavy Jelly                                        | -              | 6 dicembre 2012  |
| 39 | Fiamme e fuoco 「젤리 대소동」 - Chili Can Carnage                                            | -              | 27 dicembre 2012 |
| 40 | Amica spazzatura 「풍선소동」 - Trash Can                                                     | -              | 27 dicembre 2012 |
| 41 | Super mostro 「니아와 로봇」 - Can Zilla                                                      | -              | 27 dicembre 2012 |
| 42 | Trappole per scatole 「정원요정」 - Mōsetak Can                                               | -              | 27 dicembre 2012 |
| 43 | Tutti pazzi per la torta 「코비의 복수」 - Mama Can                                           | -              | 27 dicembre 2012 |
| 44 | In classe 「롤러스케이트」 - Classroom                                                        | -              | 27 dicembre 2012 |
| 45 | Caldo, caldo caffè 「오즈를 잡아...」 - Coffee Cans                                           | -              | 27 dicembre 2012 |
| 46 | Una scatoletta volò sul nido del cuculo 「시리얼은 내 ...」 - Can Flew Over the Cuckoo's Nest | -              | 27 dicembre 2012 |
| 47 | Scatoletta selvaggia 「토끼인형이 ...」 - Wild Can                                            | -              | 27 dicembre 2012 |
| 48 | Il compleanno di Mimi 「미미의 왕자...」 - Mimi's Birthday                                    | -              | 27 dicembre 2012 |
| 49 | L'aspirante scatoletta 「쓰레기통 속 ...」 - Vacūm Can                                        | -              | 27 dicembre 2012 |
| 50 | Gorilla in scatola 「덫에 걸린 캐...」 - King Can                                             | -              | 27 dicembre 2012 |
| 51 | Scatolette magnetiche 「케이크 대소...」 - Canimal Magnetism                                  | -              | 27 dicembre 2012 |
| 52 | Scatolette crocerossine 「냉장고 소동」 - Florence Nighting Can                               | 25 agosto 2011 | 27 dicembre 2012 |